# Mohamed Bazoum
Mohamed Bazoum, né le 1er janvier 1960, est un homme d'État nigérien, président de la République du 2 avril 2021 au 26 juillet 2023.
Ministre d’État, ministre de l’Intérieur, de la Sécurité publique, de la Décentralisation et des Affaires coutumières et religieuses du 12 avril 2016 au 29 juin 2020, il est candidat à l'élection présidentielle de 2020 qu'il remporte au second tour face à l'ex-président Mahamane Ousmane.
Le 26 juillet 2023, il est renversé par un coup d'État militaire mené par sa propre garde présidentielle. Refusant de signer sa démission, il est depuis retenu en otage avec son épouse par la junte, dans sa résidence présidentielle.

## Biographie

### Origine, enfance et famille
Mohamed Bazoum est un Arabe du groupe des Oulad Souleymane,. Il est le cadet de six frères et deux sœurs. Il est né, selon les sources, à N'Guigmi, à N'Gourti ou à Bilabrine, des villes de la région de Diffa, proches du lac Tchad,,.
Marié à Hadiza Ben Mabrouk, il est père de cinq enfants, deux fils (Lucas et Salem) et trois filles (Zazia, Hinda et Haoua),,.
Mohamed Bazoum est musulman sunnite.

### Scolarité et études
Il commence ses études primaires à l’école primaire de Tesker de 1966 à 1971 puis au collège d’enseignement général (CEG) de Maïné-Soroa et ensuite de Gouré de 1971 à 1975 où il obtient son brevet d'études du premier cycle (BEPC). Il fréquente le lycée Amadou Kouran Daga de Zinder de 1975 à 1979 d’où il sort avec son baccalauréat A4. Il fait ses études universitaires de 1979 à 1984, à l’université de Dakar au Sénégal, à la faculté des lettres et sciences humaines au département de philosophie. Il est détenteur d’une maitrise en philosophie politique et morale puis d’un diplôme d’études approfondies (DEA), option logique et épistémologie.

### Syndicalisme
Après la vie estudiantine, il s’investit en syndicalisme dans le Syndicat national des enseignants du Niger (SNEN) avant d’intégrer le Bureau exécutif de l’USTN (Union syndicale des travailleurs du Niger),. Mohamed Bazoum est aussi enseignant en philosophie à Tahoua et à Maradi entre 1984 et 1991. En 1991, il représente l'USTN à la Conférence nationale.

### Carrière politique
Il est membre fondateur du Parti nigérien pour la démocratie et le socialisme (PNDS-Tarayya) créé en décembre 1990. Il occupe le poste du Président du Comité exécutif national (CEN) de ce parti depuis l’accession en 2011 de Mahamadou Issoufou à la magistrature suprême du Niger.
En janvier 1998, le président Ibrahim Baré Maïnassara dénonce un complot visant à le tuer. Si la réalité de ce complot est contestée, plusieurs membres de l'opposition politique sont néanmoins accusés, dont Hama Amadou et Mahamadou Issoufou. Mohamed Bazoum, bras droit d'Issoufou, est arrêté.
Quatre fois élu député (1993, 2004, 2011 et 2016) de la circonscription spéciale de Tesker (Zinder) et plusieurs fois vice président de l'Assemblée nationale et président du groupe parlementaire du PNDS-Tarayya, il a été aussi membre du parlement de transition de 2010 à 2011. Mohamed Bazoum est également secrétaire d’État auprès du ministre des affaires étrangères et de la coopération chargé de la coopération de 1991 à 1993 pendant la transition démocratique post conférence nationale.
Il fait partie du groupe des 14 députés qui déposent la motion de censure qui entraîne la chute du gouvernement de Hama Amadou.
Mohamed Bazoum est ministre des Affaires étrangères de 1995 à 1996 et de 2011 à 2015. Entre 2015 et 2016, il est ministre d’État à la présidence où il a comme tâche principale l'organisation de la réélection du président Issoufou.
Entre avril 2016 et juin 2020, Mohamed Bazoum est ministre d’État, ministre de l’Intérieur, de la Sécurité publique, de la Décentralisation et des Affaires coutumières et religieuses.
Contrairement à certains ministres du gouvernement, il n'est pas impliqué dans les scandales de corruption qui émaillent le Niger durant cette période.

### Élection présidentielle de 2020-2021
Il devient le 31 mars 2019 le candidat du PNDS Tarayya pour l’élection présidentielle de 2020-2021 en vue de succéder au président Mahamadou Issoufou qui ne peut briguer un troisième mandat conformément à la constitution.
En juin 2020, Mohamed Bazoum démissionne du gouvernement pour se consacrer à la campagne électorale. Il est remplacé par Alkache Alhada.
En octobre 2020, Sani Issoufou Mahamadou, le fils du président Issoufou, est nommé directeur de la campagne de Mohamed Bazoum.
Au premier tour de l'élection présidentielle, il obtient 39,3 % des voix et finit en première position. Au second tour, le 21 février 2021, il affronte le candidat de l'élection Mahamane Ousmane,. Il est élu avec 55,75 % des voix.
La victoire de Bazoum à l'élection présidentielle de 2020-2021 malgré son appartenance à une ethnie ultra-minoritaire au Niger, les Oulad Souleymane — principalement présents en Libye —, est perçue comme un signe d'une bonne santé de la vie politique nigérienne, qui se détacherait d'un vote à prédominance communautaire auquel le pays était jusque-là habitué. Bazoum ne bénéficie ainsi d'aucun fief électoral « naturel » acquis à sa candidature. Cette appartenance ethnique n'est cependant pas dépourvue de polémique identitaire, une partie de l'opposition l'utilisant pour jeter le doute sur la légitimité, voire la légalité, de sa candidature en faisant courir le bruit qu'il serait né à l'étranger, appelant les électeurs à ne pas élire un « président libyen » et à « ne pas choisir un blanc », en référence à son teint relativement clair. Cet argument identitaire est alors commun dans la région, ayant notamment déjà été utilisé par le passé contre son principal opposant, Mahamane Ousmane.
Le 21 mars 2021, la Cour constitutionnelle déclare Mohamed Bazoum élu président de la République.
Dans la nuit du 30 au 31 mars 2021, une tentative de putsch est déjouée,.

### Président de la République

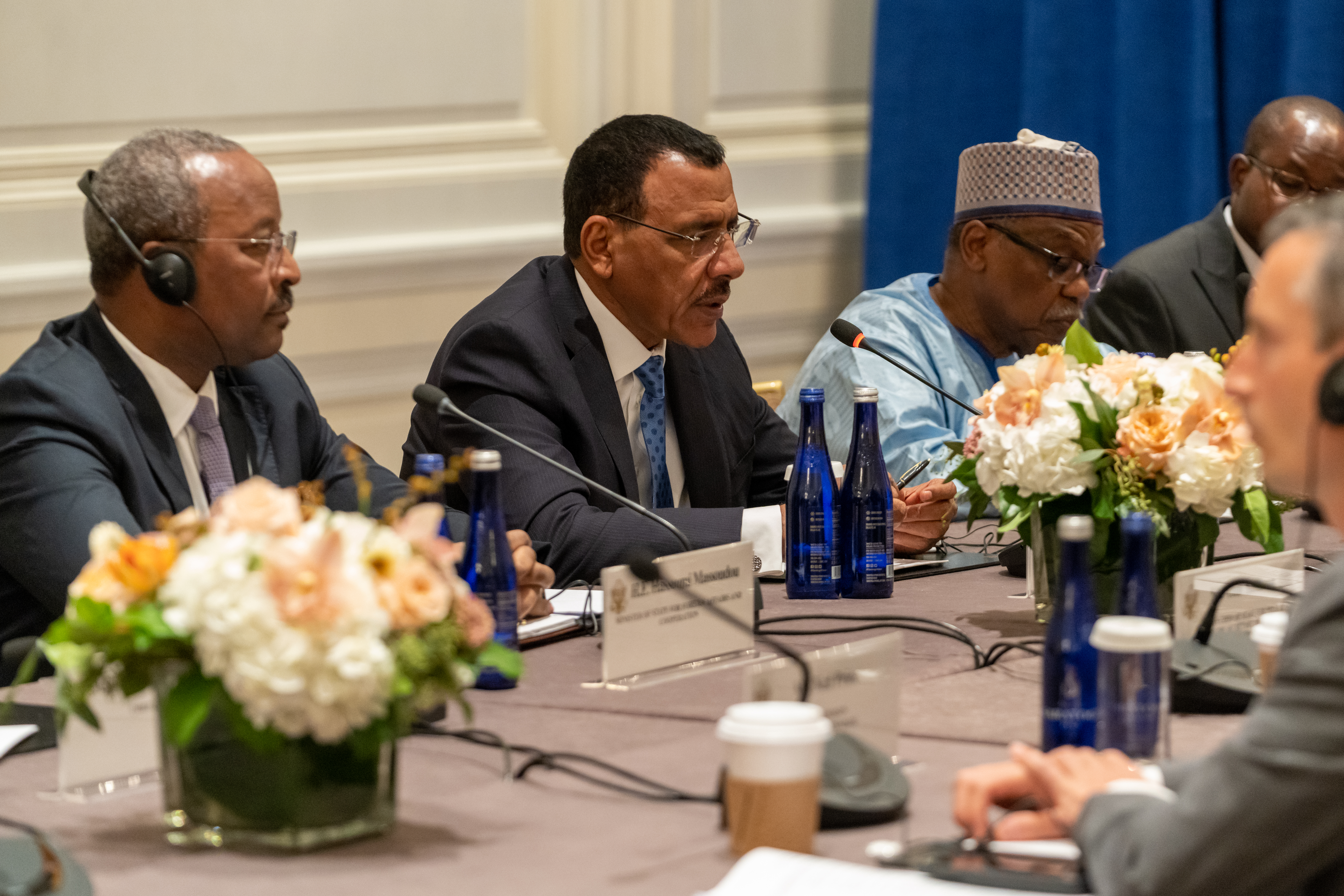
Le président Bazoum lors de la Soixante-dix-septième session de l'Assemblée générale des Nations unies en 2022.

Il est investi le 2 avril 2021 pour un mandat de cinq ans.
Sa présidence est perçue comme « bicéphale » du fait de son tandem avec son prédécesseur dont il échoue à se défaire de la tutelle. Certains observateurs considèrent cependant que Bazoum avait montré sa différence avec Issoufou, en particulier sur les questions sécuritaires où sa politique réduit les attaques de djihadistes, et cela explique la plus grande popularité dont il bénéficie au Niger,.

#### Lutte contre les groupes djihadistes
À partir de 2021, le Niger connait une diminution des violences et des attaques djihadistes. Le 1er janvier 2023, le général Salifou Modi, chef d'État-Major des Forces armées nigériennes, salue notamment les résultats obtenus par le président Bazoum : « Depuis le 7 janvier 2022, la situation sécuritaire générale de notre pays s’est globalement améliorée. Et cette accalmie, nous la devons à votre politique de défense et de sécurité ».
L'Armed Conflict Location and Event Data project (Acled), un projet de l'université du Sussex, confirme ces propos au début du mois d'août 2023 et déclare que le niveau de violences a « considérablement » baissé depuis 2021. « Statistiquement, sur le plan des violences et des conflits, le Niger s’en sort beaucoup mieux que ses voisins ». Les violences avaient culminé en 2019 et 2020, notamment avec l'attaque d'Inates et l'attaque de Chinégodar.

#### Relations avec le Mali
Dès son investiture en tant que président de la République, Mohamed Bazoum  suscite la polémique en fustigeant son voisin du Mali au sujet de l'activité des terroristes dans la région frontalière aux deux pays : 

« Le combat contre ce groupe sera très difficile aussi longtemps que l’État malien n’aura pas exercé la plénitude de sa souveraineté sur ces régions (…)  La situation actuelle au Mali a un impact direct sur la sécurité intérieure de notre pays. C’est pourquoi notre agenda diplomatique sera centré sur le Mali (…) »

 Ces propos déplaisent au Mali dont les dirigeants refusent désormais de coopérer avec le nouveau président nigérien.

#### Coup d'État militaire, déposition et détention
Au matin du 26 juillet 2023, des éléments de la Garde présidentielle menés par le général Abdourahamane Tiani retiennent en otage le président Mohamed Bazoum au palais présidentiel, ainsi que son épouse et leur fils Salem,. Des pourparlers se déroulent toute la journée, sans succès,,. Le limogeage de Tiani et la restructuration de la garde présidentielle étaient prévus pour le lendemain.
De son côté, le ministre des Affaires étrangères Hassoumi Massaoudou prend contact avec les Français de la force Barkhane pour leur demander leur appui contre la garde présidentielle. Cependant, le gouvernement français se montre réticent, tandis que les forces nigériennes loyalistes finissent progressivement par rallier les éléments de la garde présidentielle afin d'éviter des combats fratricides. Bazoum lui-même s'oppose à une intervention et préfère privilégier le dialogue.
Une junte militaire, le Conseil national pour la sauvegarde de la patrie (CNSP), annonce sa destitution dans la nuit du 26 au 27 juillet 2023 peu avant minuit, après avoir pris le contrôle de la télévision publique. Une bonne partie de l'armée rallie le coup d'état, dont le chef d'état-major. Le 28 juillet, Abdourahamane Tiani est nommé à la tête de la junte.
Selon The Associated Press, la junte a menacé de tuer Bazoum si la Communauté économique des États de l'Afrique de l'Ouest (CEDEAO) devait lancer une intervention après le sommet du 10 août qui a mobilisé ses forces en attente autour des frontières du Niger.
En septembre 2023, Mohamed Bazoum, retenu avec son épouse et son fils Salem, saisit la Cour de justice de la CEDEAO pour obtenir sa libération et le rétablissement de l'« ordre constitutionnel » au Niger. Sa fille aînée Zazia Bazoum Mohamed, qui vit en France, appelle à sa libération ainsi qu'à celle de sa mère et de son frère.
Le 19 octobre 2023, la junte militaire annonce que Mohamed Bazoum, retenu prisonnier depuis le coup d'état, a cherché à fuir vers le Nigeria mais que la junte militaire a déjoué cette évasion. Ses avocats contestent cette accusation et dénoncent l'absence d'information concernant le président déchu et sa famille. La justice nigérienne « confirme » la version de la junte.
En novembre 2023, les avocats de Mohamed Bazoum présentent leurs arguments devant la Cour de justice de la CEDEAO . Le 23 novembre 2023, le Parlement européen approuve une résolution condamnant le coup d'État, demandant la libération de Mohamed Bazoum et son retour au pouvoir. La résolution appelle aussi les États membres de l'Union européenne à adopter des sanctions contre la junte nigérienne,.
En décembre 2023, le Nigeria appelle les militaires au pouvoir au Niger à libérer Mohamed Bazoum et sa famille et à l’autoriser à se rendre dans un pays tiers.
Le 15 décembre 2023, alors que la CEDEAO a acté la veille son renversement, la Cour de justice de la CEDEAO, ordonne la remise en liberté immédiate et sans conditions de Mohamed Bazoum et son retour au pouvoir.
Le 8 janvier 2024, Salem Bazoum, fils de Mohamed Bazoum, séquestré avec son père et sa mère dans un lieu gardé secret, est libéré et part au Togo.
Le 24 février 2024, la CEDEAO lève les sanctions contre le Niger, mais continue d'exiger la libération de Mohamed Bazoum et de sa femme.
Le 14 juin 2024, la Cour d'État du Niger, une juridiction créée en novembre 2023 par la junte, lève l'immunité présidentielle de Mohamed Bazoum, ouvrant la voie à un possible procès contre l'ancien président détenu dans des « conditions spartiates », selon Le Monde.
Le 17 juin 2024, un mouvement rebelle, le Front patriotique de libération (FPL), annonce avoir saboté une partie de l'oléoduc qui achemine le pétrole brut vers le Bénin dans le but d'obtenir la libération de Mohamed Bazoum.
En septembre 2024, plusieurs prix Nobel Denis Mukwege, Wole Soyinka, et des intellectuels comme Achille Mbembe et Kenneth Roth, appellent dans une tribune à la libération de Mohamed Bazoum.
En décembre 2024, sollicités par la journaliste Geneviève Goëtzinger et l'avocat malien Mamadou Ismaïla Konaté, d'autres personnalités essentiellement africaines, parmi lesquelles trois anciens Premiers ministres,  Pascal Affi N'Guessan, Moussa Mara et Martin Ziguélé, adressent des lettres, pour soutenir Mohamed Bazoum en détention, lesquelles sont publiées dans l'ouvrage "25 lettres au président Mohamed Bazoum: Philosophe, prisonnier, résistant",. 
Le 10 février 2025, le groupe de travail sur la détention arbitraire de la Commission des Droits de l'Homme des Nations unies adopte un avis concernant Mohamed Bazoum et son épouse Hadiza, dans lequel il qualifie leur détention « d'arbitraire », contraire à la Déclaration universelle des droits de l'homme et au Pacte international relatif aux droits civiques et politiques. Il appelle à leur libération immédiate et estime que leur détention arbitraire ouvre droit à l'obtention de réparations.

## Décoration
- Grand officier de la Légion d'honneur pour son engagement dans la coopération et son amitié avec la France.